# Gmina Wadowice
Die Gmina Wadowice [vadɔˈvʲiʦɛ] ist eine Stadt-und-Land-Gemeinde im Powiat Wadowicki der Woiwodschaft Kleinpolen in Polen. Sitz des Powiat und der Gemeinde ist die gleichnamige Stadt mit etwa 19.000 Einwohnern.

## Geographie
Die Gemeinde liegt am Fuß der kleinen Beskiden, einer Gebirgskette des Karpatenvorlandes, zwischen Krakau (40 km südwestlich) und Bielsko-Biała. Zu den Gewässern gehört die Skawa (deutsch Schaue).

## Gliederung
Zur Stadt-und-Land-Gemeinde (gmina miejsko-wiejska) Wadowice gehören die namensgebende Stadt und die folgenden Dörfer:
- Babica
- Barwałd Dolny
- Chocznia
- Gorzeń Górny
- Gorzeń Dolny
- Jaroszowice
- Kaczyna
- Klecza Dolna
- Klecza Górna
- Ponikiew
- Chobot
- Roków
- Stanisław Górny
- Wysoka
- Zawadka

## Städte- und Gemeindepartnerschaften
Wadowice hat Partnerschaften geschlossen mit
| - Sona (Venetien) (Italien) - Carpineto Romano in der Region Latium (Italien) - Pietrelcina in Kampanien (Italien) - San Giovanni Rotondo in Apulien (Italien) | - Chicago Heights in Illinois (USA) - Marktl in Bayern (Deutschland) - Kecskemét (Ungarn) - Canale d’Agordo in Venetien (Italien) |